# Horistus orientalis

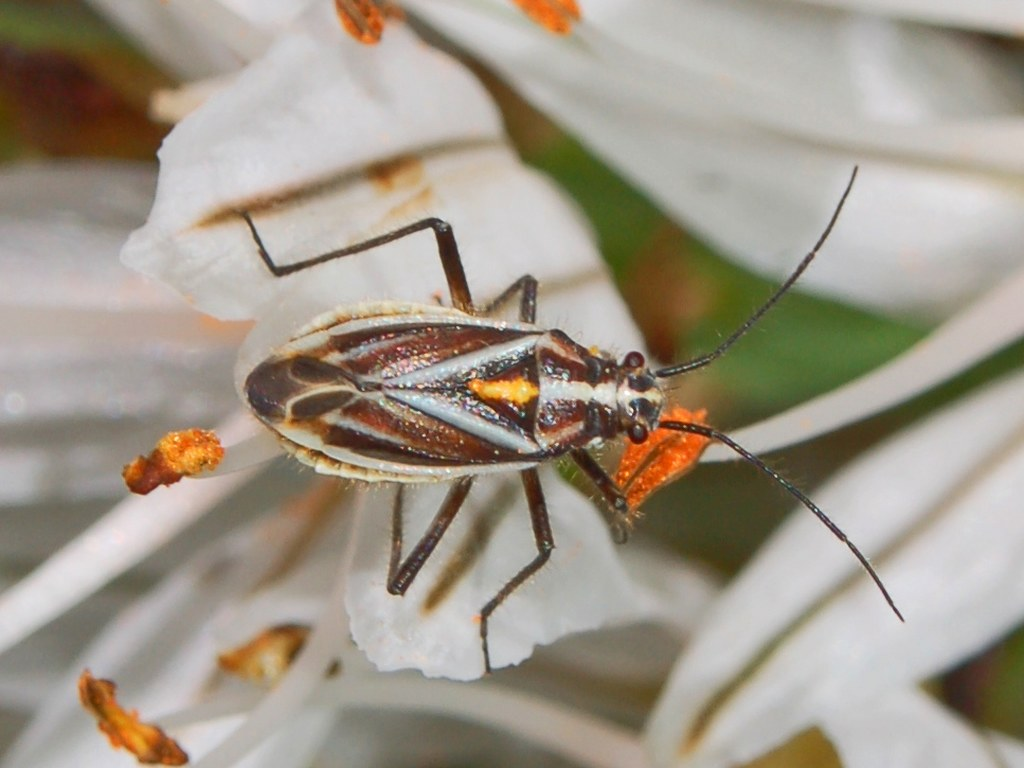

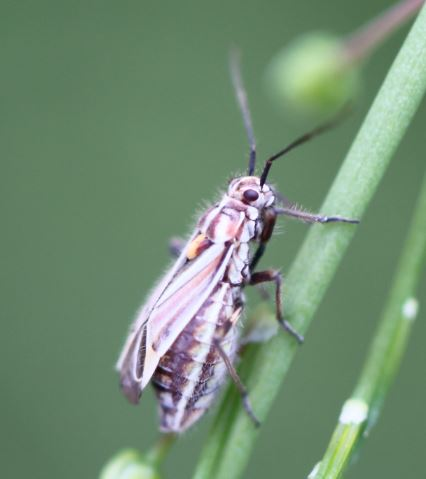
Weibchen

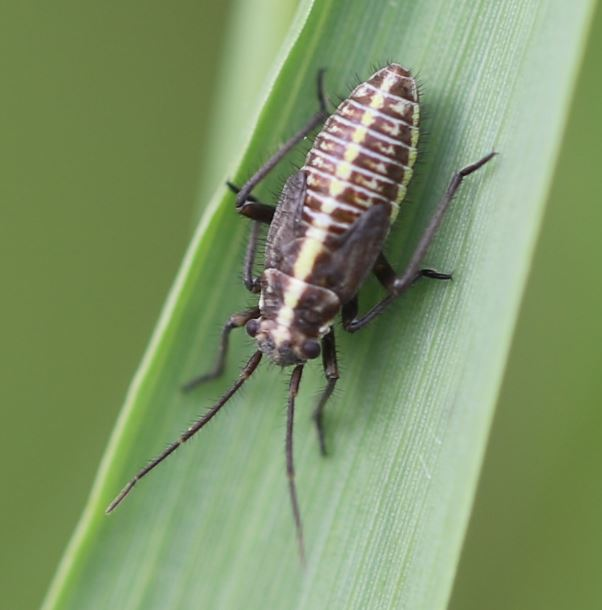
Nymphe

Horistus orientalis ist eine paläarktisch verbreitete Art, die zur Familie der Weich- oder Blindwanzen (Miridae) gehört. 

## Merkmale
Die Wanzen erreichen eine Länge zwischen 5,3 und 6,7 mm. Die Grundfarbe der Wanzen ist dunkelbraun bis schwarz. Über Kopf und Halsschild verläuft mittig ein weißer Streifen. Über den Halsschild verläuft seitlich jeweils ein weiterer weißer Strich. Über das Scutellum verläuft mittig ein gelber Streifen. Die Hemielytren sind mit einem Muster aus hellbraunen, weißen und dunkelbraunen Längsstreifen bedeckt. Die äußeren Ränder der Hemielytren sind weiß. Das Cuneus ist gelblich gefärbt.

## Verbreitung
Das Verbreitungsgebiet von Horistus orientalis reicht von der Schwarzmeerregion und Kleinasien, der Mittelmeerregion einschließlich der nordafrikanischen Küste bis nach Mitteleuropa. In Nordeuropa und auf den Britischen Inseln fehlt die Art.

## Lebensweise
Die Wanzen findet man häufig auf Wiesen, wo sie an Pollen saugen. Zu ihren Futterpflanzen gehören Gundermann (Glechoma hederacea), Gemeine Schafgarbe (Achillea millefolium) und Wald-Engelwurz (Angelica sylvestris). Die Art überwintert als Ei. Zwischen Mitte Mai und August kann man die adulten Wanzen beobachten.

## Taxonomie
In der Literatur gibt es folgende Synonyme:
- Capsodes cingulatus (Fabricius, 1787)
- Capsodes lineolatus (Brullé, 1832)